# 7-Eleven
7-Eleven, Inc. – amerykańska sieć sklepów typu convenience. Od 2007 roku, po wyprzedzeniu McDonald’s Co., największa pod względem liczby obiektów handlowych sieć na świecie. Jej sklepy zlokalizowane są w dziewiętnastu krajach, z czego ponad 80% w Japonii, USA, Republice Chińskiej i Tajlandii oraz Norwegii.
Założycielem przedsiębiorstwa był Joe C. Thompson, który otworzył pierwszy sklep w Dallas, w 1927 roku. Początkowo sklepy otwarte były od godziny 7 rano do 23 (7 a.m. – 11 p.m.), stąd nazwa, której firma zaczęła oficjalnie używać w roku 1946.